# Blek göllöpare
Blek göllöpare (Stenolophus skrimshiranus) är en skalbaggsart som beskrevs av Stephens 1828. Blek göllöpare ingår i släktet Stenolophus, och familjen jordlöpare. Arten är reproducerande i Sverige.